# Harald Horntvedt
Harald Horntvedt (26 de febrero de 1879 - 1946) fue un marinero y capitán de origen noruego.
Harald Horntvedt se desempeñó como capitán del barco "Norvegia" y dirigió la primera expedición noruega que desembarcó en la isla Bouvet en el Océano Atlántico Sur el día 1 de diciembre de 1927. De esta forma, formalizó la anexión de la isla para Noruega, tomando soberanía oficial el 27 de febrero de 1930.
Durante la expedición llevada a cabo por Horntvedt a la isla Bouvet se asignaron varios nombres a accidentes geográficos costeros, como los cabos Fie, Lollo entre otros; así como a la Punta de Norvegia en honor al barco que capitaneaba.
Posteriormente, Harald Horntvedt dirigió una expedición a las aguas al norte de la Tierra de la Reina Maud en la Antártida. 
Existe un glaciar en la Isla Bouvet que lleva su nombre.